# Volker Schlöndorff

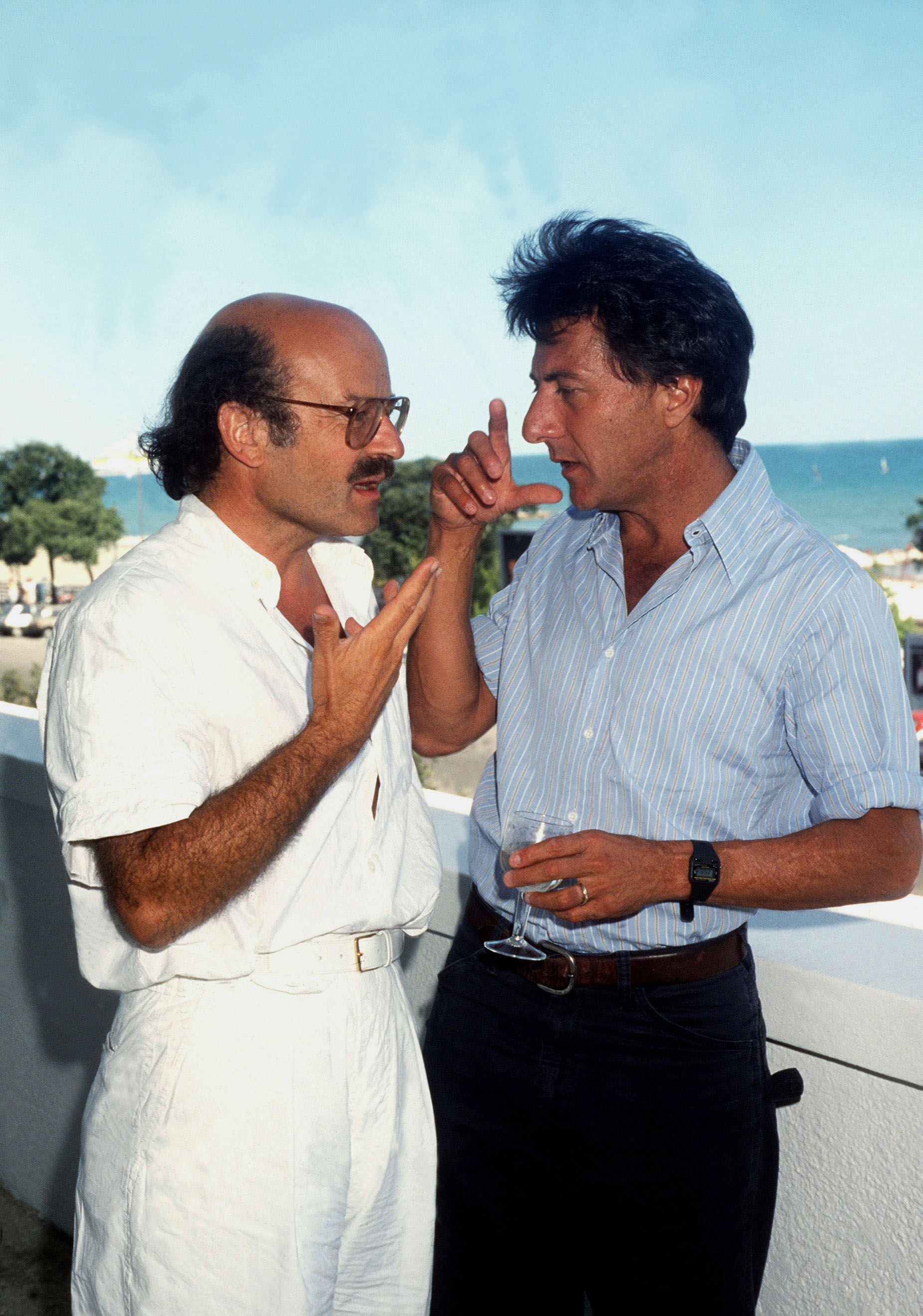
Volker Schlöndorff și Dustin Hoffman la Festivalul de Film de la Veneția din 1984

Volker Schlöndorff (n. 31 martie 1939, Wiesbaden, Germania Nazistă) este un producător, scenarist și regizor de film german.
A câștigat Premiul Oscar pentru cel mai bun film străin și Premiul Palme d'Or la Festivalul Internațional de Film de la Cannes pentru Toba de tinichea (1979, adaptare cinematografică după romanul omonim al scriitorului german Günter Grass).
Schlöndorff a realizat mai multe adaptări cinematografice după opere literare, inclusiv unele producții cinematografice americane, dar s-a implicat și în politica germană postbelică. A îndeplinit funcția de director executiv al studioului UFA din Babelsberg. Volker Schlöndorff a predat filmul și literatura la European Graduate School din Saas-Fee (Elveția), unde a condus un seminar intensiv de vară.
A fost căsătorit cu regizoarea de film Margarethe von Trotta între anii 1971 și 1991.

## Premii
- 1979 - Premiul Palme d'Or la Festivalul Internațional de Film de la Cannes pentru Toba de tinichea
- 1980 - Premiul Oscar pentru cel mai bun film străin pentru Toba de tinichea
- 2004 - Premiul de onoare pentru film al Bavariei  Arhivat în 19 august 2008, la Wayback Machine.
- 2009 - Premiul Camerimage pentru întreaga activitate [14]

## Filmografie
- 1966 Young Törless (Der junge Törless)
- 1967 A Degree of Murder (Mord und Totschlag)
- 1969 Michael Kohlhaas - Der Rebell
- 1970 Baal
- 1971 Sudden Wealth of the Poor People of Kombach (Der plötzliche Reichtum der armen Leute von Kombach)
- 1975 Onoarea pierdută a Katharinei Blum (Die verlorene Ehre der Katharina Blum)
- 1976 Coup de Grâce (Der Fangschuß)
- 1978 Germany in Autumn (Deutschland im Herbst)
- 1979 Toba de tinichea (Die Blechtrommel)
- 1980 The Candidate (Der Kandidat)
- 1981 Hands Up!
- 1981 The Circle of Deceit
- 1983 War and Peace (Krieg und Frieden)
- 1984 Dragostea lui Swann (Un amour de Swann)
- 1985 Moartea unui comis-voiajor (Death of a Salesman)
- 1987 A Gathering of Old Men
- 1990 Poveste din viitor (Die Geschichte der Dienerin)
- 1991 The Voyager (Homo Faber)
- 1992 Billy How Did You Do It? (Billy Wilder, wie haben Sie's gemacht)
- 1992 The Michael Nyman Songbook
- 1996 The Ogre (Der Unhold)
- 1998 Palmetto (Palmetto - Dumme sterben nicht aus)
- 2000 The Legend of Rita (Die Stille nach dem Schuß)
- 2002 Ten Minutes Older: The Cello (segment "The Enlightenment")
- 2004 The Ninth Day (Der neunte Tag)
- 2006 Strike (Strajk - Die Heldin von Danzig, Strajk - bohaterka z Gdanska)
- 2007 Ulzhan